# K-League de 1985
A Korean Super League 1985 foi a terceira edição da principal divisão de futebol na Coreia do Sul, a K-League. A liga começou em abril e terminou em setembro de 1985.
Oito times participaram da liga, seis profissionais: (Hallelujah, Yukong Elephants, Daewoo Royals, POSCO Dolphins, Lucky-Goldstar Hwangso, Hyundai Horang-i), e dois amadores (Hanil Bank FC e Sangmu).

## Classificação final
| Pos | Time                   | Pts | JG | V  | E  | D  | GM | GS | SG  | Notas   |
| --- | ---------------------- | --- | -- | -- | -- | -- | -- | -- | --- | ------- |
| 1.  | Lucky-Goldstar Hwangso | 27  | 21 | 10 | 7  | 4  | 35 | 19 | +16 | Campeão |
| 2.  | POSCO Atoms            | 25  | 21 | 9  | 7  | 5  | 25 | 17 | +8  |         |
| 3.  | Daewoo Royals          | 25  | 21 | 9  | 7  | 5  | 22 | 16 | +6  |         |
| 4.  | Hyundai Horang-i       | 24  | 21 | 10 | 4  | 7  | 23 | 21 | +2  |         |
| 5.  | Yukong Elephants       | 19  | 21 | 7  | 5  | 9  | 28 | 26 | +2  |         |
| 6.  | Sangmu                 | 19  | 21 | 6  | 7  | 8  | 23 | 30 | -7  |         |
| 7.  | Hanil Bank             | 16  | 21 | 3  | 10 | 8  | 18 | 30 | -12 |         |
| 8.  | Hallelujah Eagles      | 13  | 21 | 3  | 7  | 11 | 15 | 30 | -15 |         |

## Artilheiros
| Ranking     | Jogador         | Clube                  | Gols | Jogos |
| ----------- | --------------- | ---------------------- | ---- | ----- |
| 1           | Piyapong Pue-on | Lucky-Goldstar Hwangso | 12   | 21    |
| 1           | Kim Yong-Se     | Yukong Elephants       | 12   | 21    |
| 3           | Lee Heung-Sil   | POSCO Atoms            | 10   | 21    |
| 4           | Chung Hae-Won   | Daewoo Royals          | 7    | 17    |
| 4           | Lee Sang-Rae    | Lucky-Goldstar Hwangso | 7    | 21    |
| 6           | Hong Seok-Min   | Sangmu                 | 6    | 18    |
| 6           | Park Sang-In    | Hallelujah Eagles      | 6    | 21    |
| 8           | 4 jogadores     | 4 jogadores            | 5    | –     |
| 12          | 7 jogadores     | 7 jogadores            | 4    | –     |
| 21          | 3 jogadores     | 3 jogadores            | 3    | –     |
| 24          | 20 jogadores    | 20 jogadores           | 2    | –     |
| 44          | 31 jogadores    | 31 jogadores           | 1    | –     |
| Gols contra | Gols contra     | Gols contra            | 1    | –     |